# Szereg czasowy

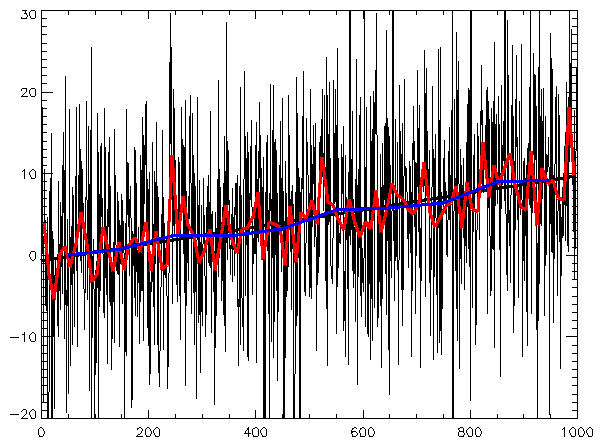
Przykładowy, sztucznie wygenerowany szereg czasowy na który składa się 1000 punktów pomiarowych, w którym występują następujące składniki: silny czynnik losowy, stały trend wznoszący i wahania cykliczne. Czarna linia: wyjściowy szereg czasowy, linia czerwona i niebieska: wygładzenie szeregu metodą średnich ruchomych - czerwona - (średnia z 10 kolejnych wartości) - ilustruje wahania cykliczne, niebieska: (średnia ze 100 kolejnych wartości) - ilustruje stały trend wznoszący

Szereg czasowy – ciąg uporządkowanych danych pochodzących z obserwacji lub eksperymentów dokonywanych w określonych jednostkach czasu. W modelowaniu statystycznym szereg czasowy jest traktowany jako realizacja procesu stochastycznego, którego dziedziną jest czas. Szeregi czasowe służą do wykrywania trendów statystycznych występujących w zebranych danych. Matematyczne modelowanie trendów i analiza statystyczna szeregów czasowych jest podstawą większości metod prognozowania statystycznego stosowanego w wielu dziedzinach  od meteorologii po giełdową analizę techniczną.
Przykładem szeregu czasowego jest zbiór temperatur powietrza mierzonego w regularnych odstępach czasu przez stację meteorologiczną  czy zbiór wartości indeksów giełdowych ogłaszanych na koniec każdej sesji giełdowej.

## Notacja
Do oznaczania ciągów czasowych stosowane są różne notacje. Często ciąg czasowy {\displaystyle X} indeksowany liczbami naturalnymi zapisuje się jako
{\displaystyle X=\{X_{1},X_{2},\dots \}.}
Inna notacja to zapis:
{\displaystyle Y=\{Y_{t}:t\in T\},}
gdzie {\displaystyle T} to zbiór indeksujący.

## Własności
Wyróżnia się następujące typowe składowe szeregu czasowego:
- tendencja rozwojowa (trend),
- wahania sezonowe,
- wahania cykliczne (koniunkturalne),
- wahania przypadkowe.

Badaniem własności szeregów czasowych i prognozowaniem na ich podstawie zajmuje się analiza szeregów czasowych.
Modele szeregów czasowych mają wiele postaci. Trzy popularne klasy modeli szeregów czasowych to:
- modele z ruchomą średnią (MA),
- modele autoregresyjne (AR),
- modele integrowane (I, Integrated).

Złożenia tych trzech klas to m.in.
- modele autoregresyjne ze średnią ruchomą (ARMA),
- zintegrowane modele autoregresyjne ze średnią ruchomą (ARIMA).

Wykorzystuje się również bardziej złożone klasy modeli. Przykładem są modele autoregresji z heteroskedastycznością warunkową, np. CGARCH, EGARCH, FIGARCH, GARCH, stosowane w ekonometrii finansowej. 